# Philippe Musard
Philippe Musard (Tours, Indre i Loira, 8 de novembre de 1792 - París, Illa de França, 30 de març de 1859) fou un compositor i director d'orquestra francès.
Després d'una penosa joventut a París, es dirigí a Londres, on començà a somriure-li la fortuna, publicant en la capital anglesa els seus primers balls. Precedit ja de certa fama, tornà a París vers l'any 1830 i fou nomenat director d'orquestra dels balls a mascares que se celebraven en el teatro Variedades, i després d'haver dirigit en d'altres, fou nomenat director dels balls de mascares de l'Opéra-Comique, on assolí els seus més grans èxits.
Va compondre gran nombre de Quadrilla, la majoria sobre motius d'òperes, que es distingien per la seva brillantor, novetat i moviment, qualitats a les quals hi contribuïa també la seva personal interpretació com a director.
Fou un personatge molt criticat i motiu de caricatures per part dels seus enemics artístics, com a prova la multitud d'aquelles que li feren.

## Galeria de caricatures sobre Musard

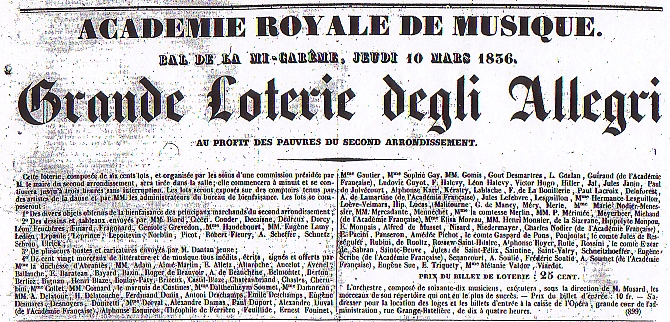
Anunci d'un concert de Philippe Musard
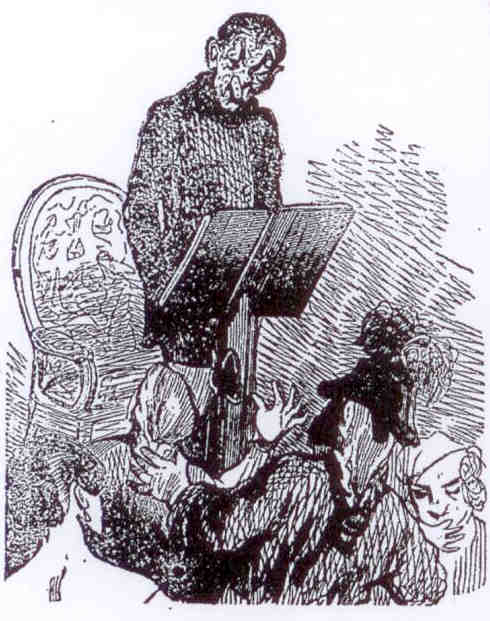
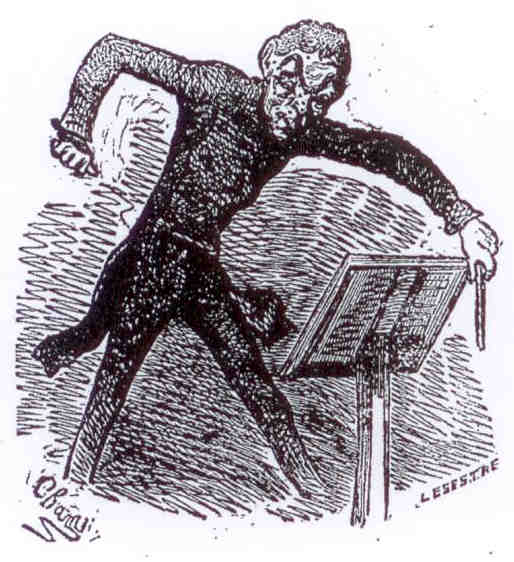
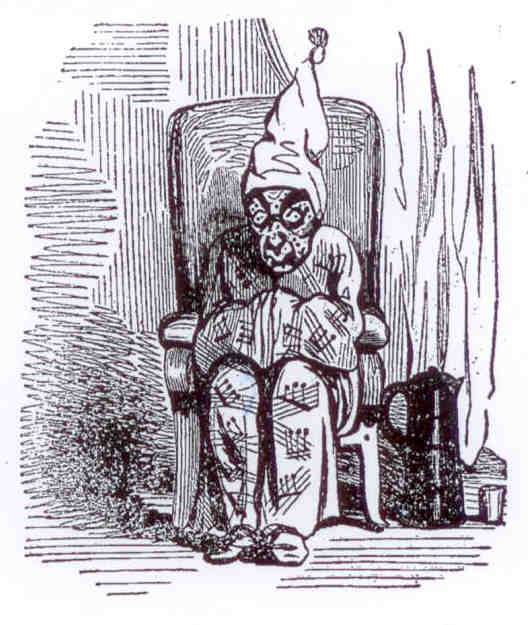
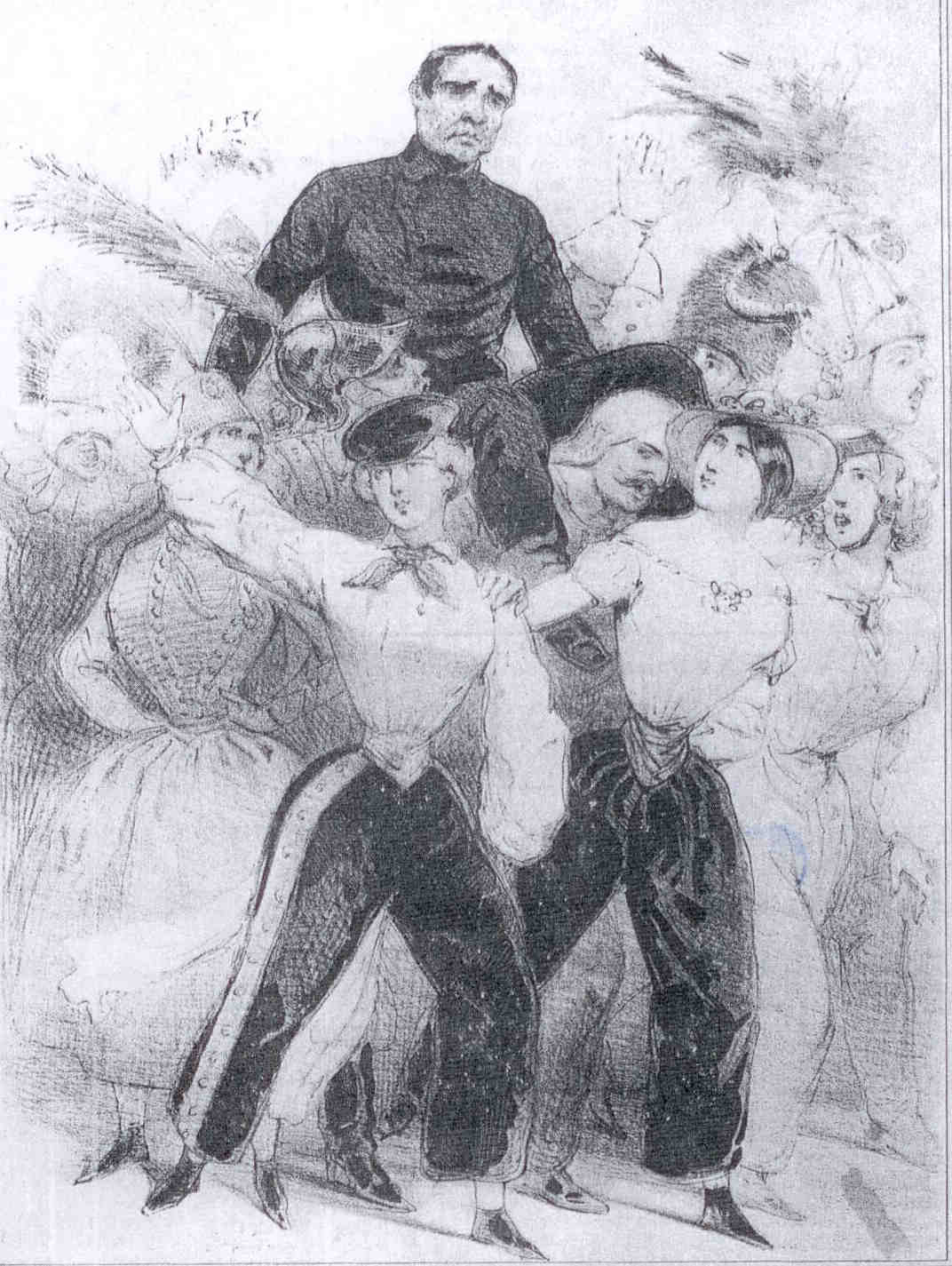
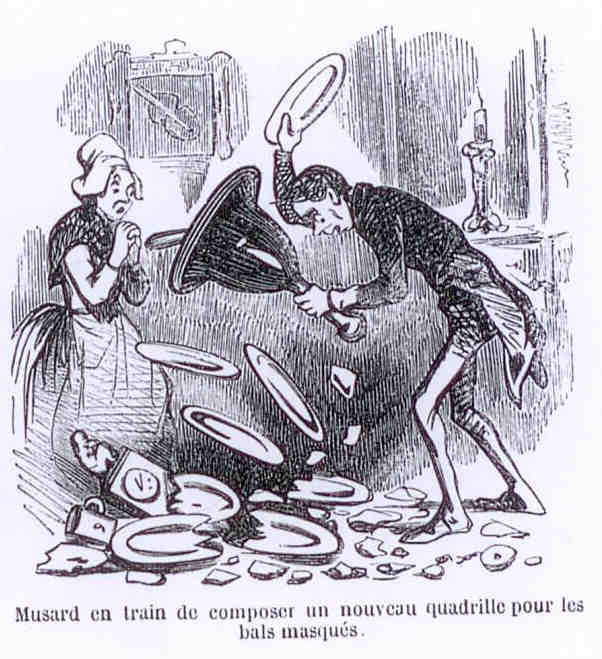
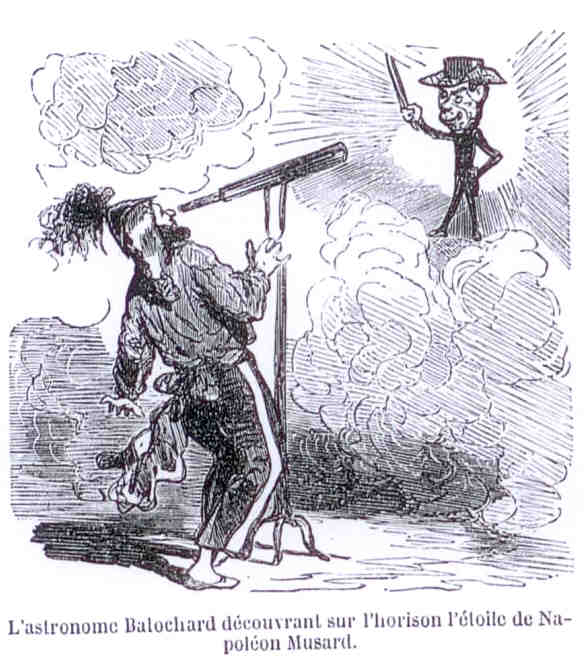
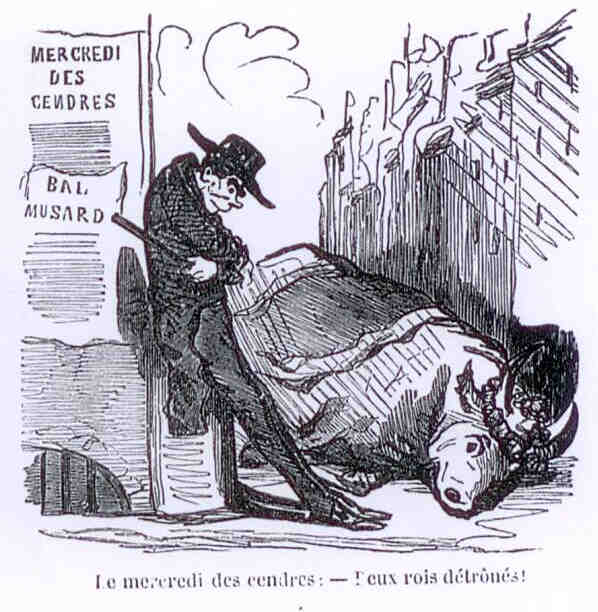
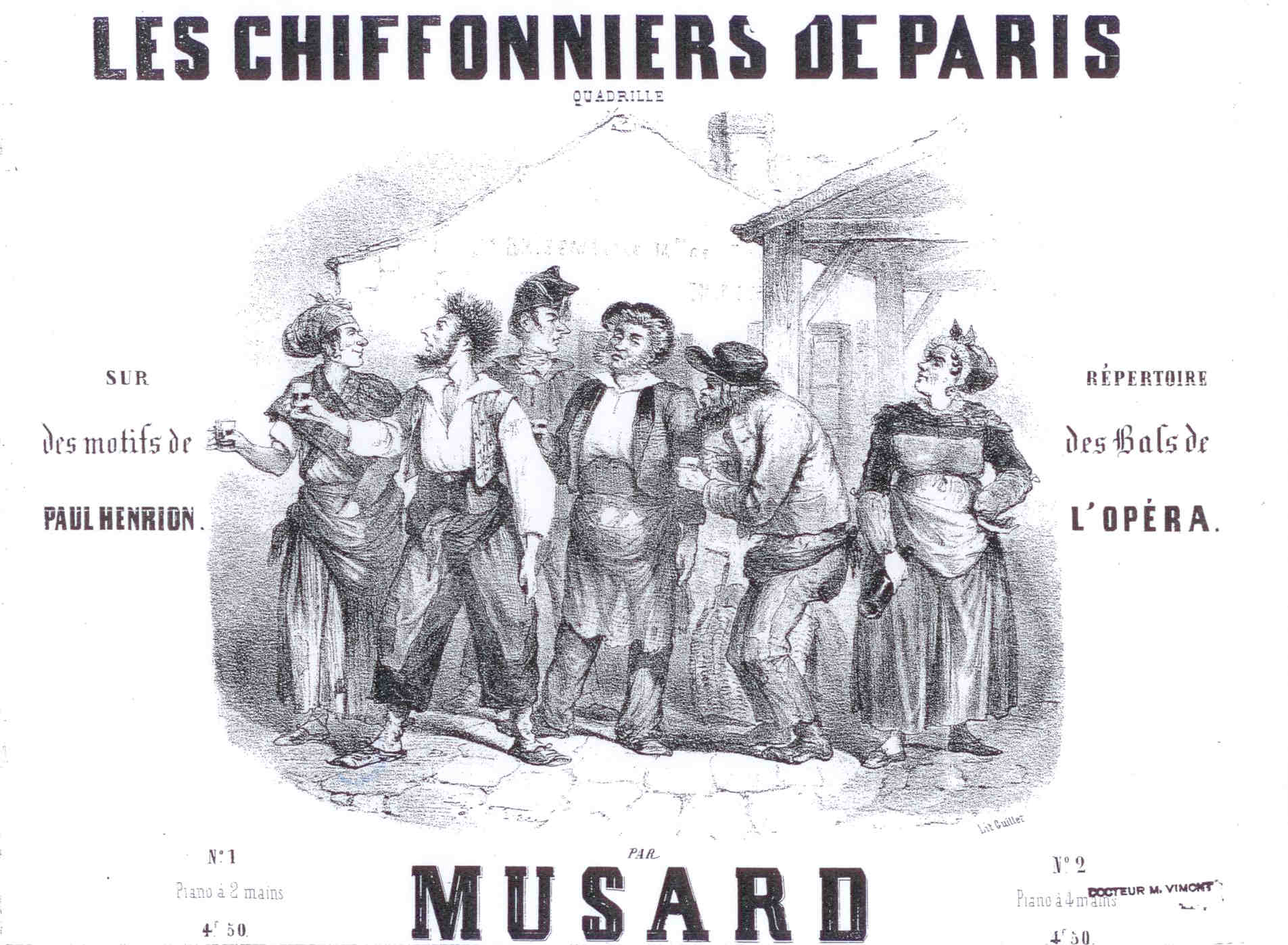
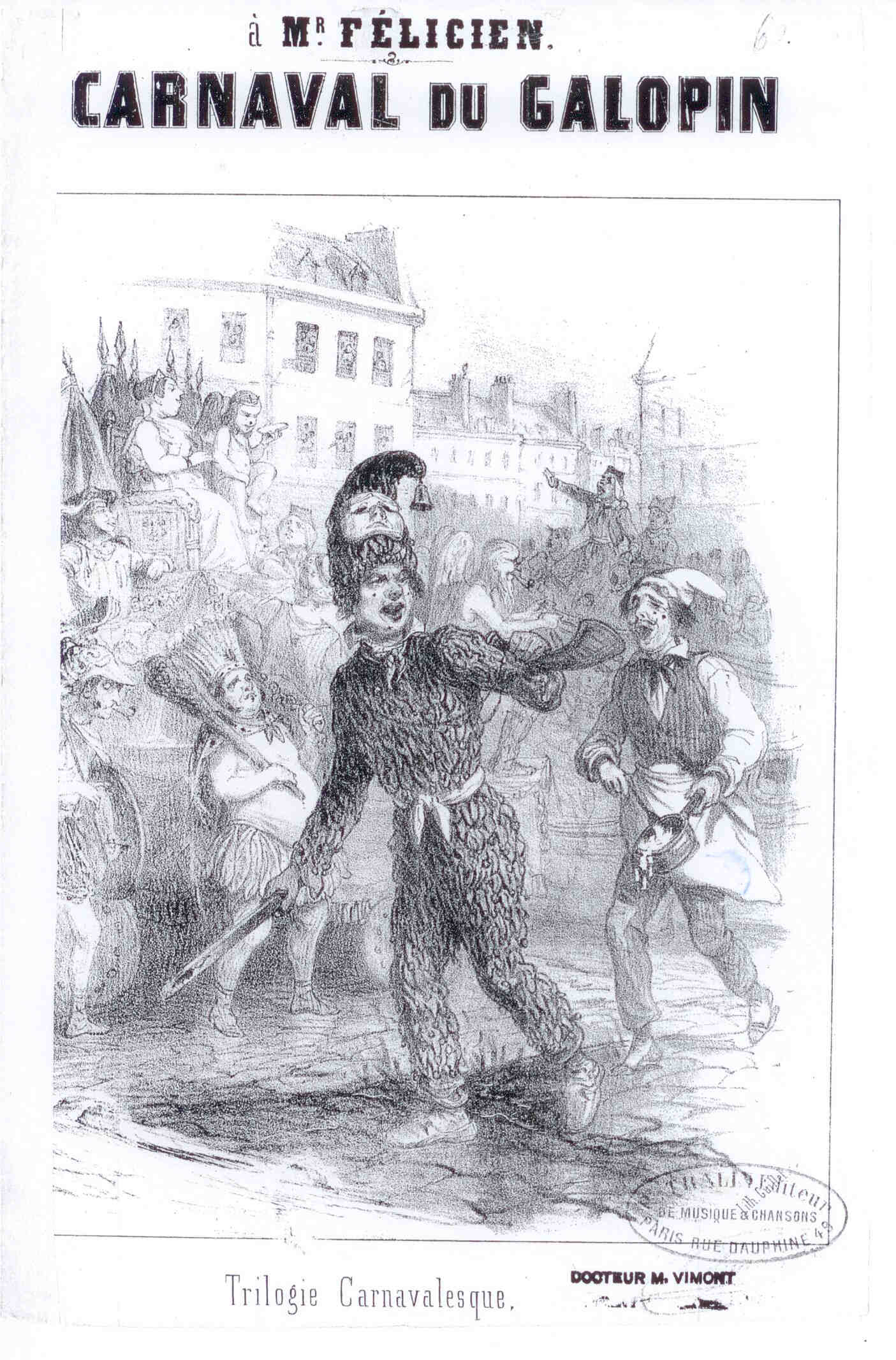
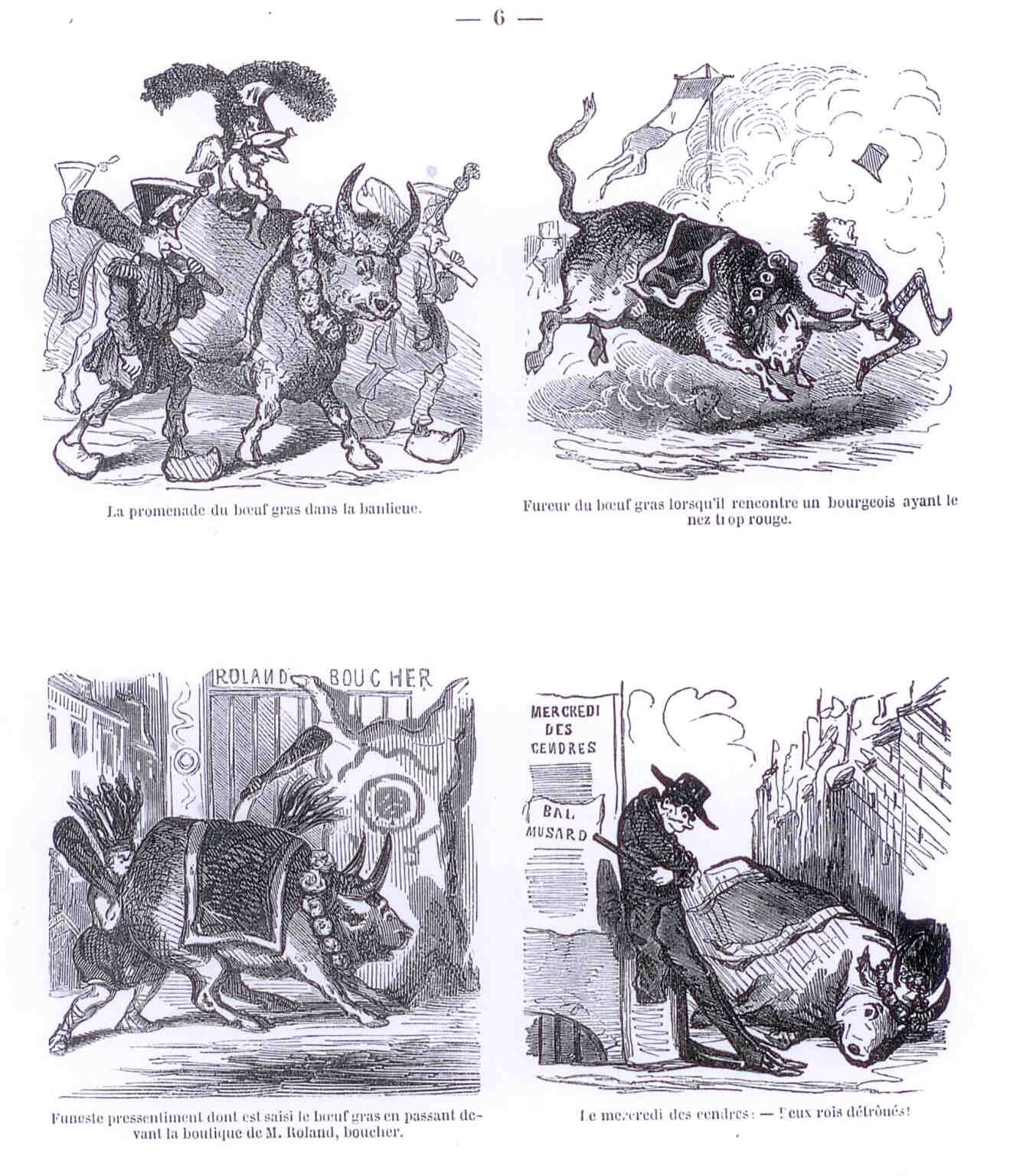